# Lappkåtatjärnen (Stensele socken, Lappland)
Lappkåtatjärnen är en sjö i Storumans kommun i Lappland och ingår i Umeälvens huvudavrinningsområde.